# Старое Паулино
Старое Паулино — деревня в Максатихинском районе Тверской области. Входит в состав Зареченского сельского поселения.

## География
Находится в северо-восточной части Тверской области на расстоянии приблизительно 11 км по прямой на запад-юго-запад от районного центра поселка Максатиха на левом берегу речки Тифина.

## История
Деревня была отмечена еще на карте 1825 года. В 1859 году здесь (тогда деревня Паулино Вышневолоцкого уезда Тверской губернии) было учтено 48 дворов, в 1940 — 30. До 2014 года входила в Кострецкое сельское поселение до его упразднения.

## Население
Численность населения: 320 человек (1859 год), 22 (русские 59 %, карелы 27 %) в 2002 году, 10 в 2010.